# Fredolic gros

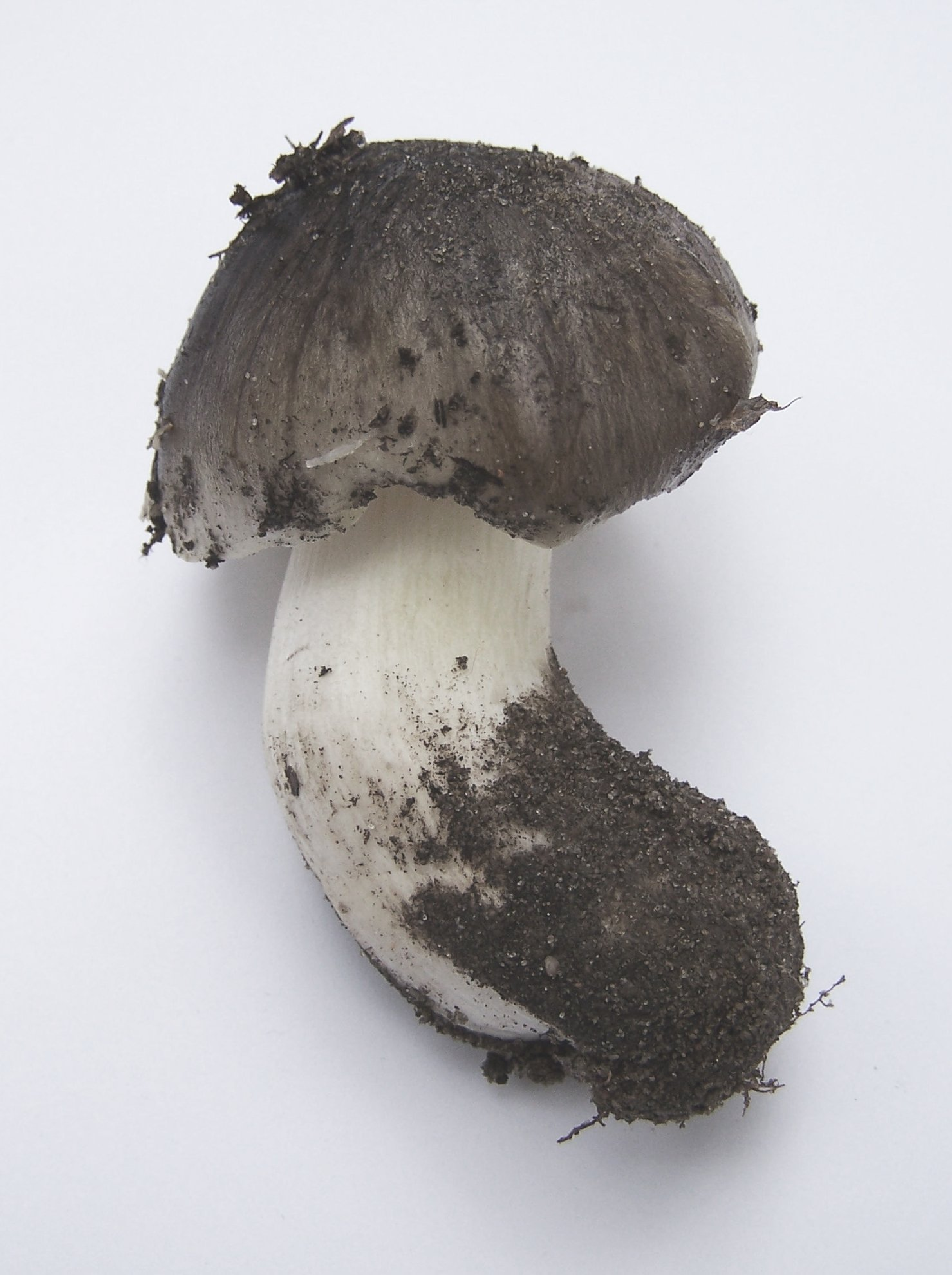
Fredolic gros

El fredolic gros (Tricholoma portentosum) és una espècie de bolet agarical de la família de les tricolomatàcies (Tricholomataceae). Pertany al grup dels fredolics.

## Taxonomia
Elias Magnus Fries va descriure l'espècie com Agaricus portentosus l'any 1821. Lucien Quélet la va transferir al gènere Tricholoma l'any 1873.

## Iconografia
Elias Magnus Fries
André Marchand 1986

## Etimologia i noms populars
A més de fredolic gros rep els noms de fredolic llenegat, carbonera, xamardiscla, xaberniscle o xaberniscle negre (Alt Urgell), xavarnol(Cerdanya), taverniscle, xaverniscola (Andorra)

## Descripció
- És semblant al fredolic, però se'n separa per la viscositat del barret (fredolic llenegat) i perquè pren tons grogosos amb l'edat o si se'l frega amb els dits.
- El barret pot arribar a fer uns 12 cm d'amplada.
- La carn, bastant prima, és blanca i fa olor de farina.
- El peu és blanc amb tons grogosos o verdosos en els exemplars més vells.[6][7]

## Hàbitat
Surt a la tardor a les pinedes fresques de muntanya (especialment, de Pinus sylvestris).

## Risc de confusió amb altres espècies
Pel lloc on apareix cal tindre cura de no confondre'l amb el fredolic metzinós (Tricholoma pardinum), més molsut i sense tonalitats groguenques.

## Ús gastronòmic
És de bona qualitat i de molta tradició a les comarques del Pirineu. El seu ús a la cuina és similar al dels fredolics i molt idoni per a afegir a guisats i estofats.